# Моравска зима
„Моравска зима“ (на чешки: Moravská zima) е нсбм, паган, блек метъл група от Височински край, Чехия, основана през 2005 година.

## Състав
- Наргодром – вокалист
- Тархам – бас китарист
- Сарапис – барабанист

## Дискография
- Moravská zima – Rodný kraj (2006)
- Moravská zima – Pod praporem vítězství (2007)
- Bohemia-Moravia-Northemia (2008)
- Moravská Zima – National Moravian Black Metal (2009)
- Moravská Zima / Slavigrom (2009)
- Moravská Zima / Slavigrom (2009)